# Ranger (Teksas)
Ranger je grad u američkoj saveznoj državi Teksas. Prema popisu stanovništva iz 2010. u njemu je živjelo 2.468 stanovnika.